# Jesus Loves You - Sweet Toxic Love (EP)
Jesus Loves You - Sweet Toxic Love EP, o semplicemente, e più propriamente, Sweet Toxic Love EP è il primo EP (pubblicato nel 1992, su etichetta Virgin Records) del cantante inglese Boy George, anche se il breve lavoro è in realtà accreditato al gruppo satellite dei Jesus Loves You, progetto fondato da George all'inizio degli anni novanta, parallelo alla sua carriera solista, che l'artista terrà più o meno attivo per tutti gli anni novanta, con la continua uscita di nuovi remix. Un secondo EP uscirà appunto nel 1994 come ultimo prodotto accreditato a «Boy George & Jesus Loves You», "The Devil in Sister George EP", dopo di che, la band satellite scomparirà, fino al 2005, quando il marchio riaffiorerà nel singolo Love You Brother, stavolta però accreditato a «Jesus Loves You featuring Boy George». Il primo EP non ottiene un grande successo commerciale, non andando oltre il Numero 65 nella classifica inglese dei singoli, dove resterà soltanto una settimana, nel dicembre del 1992.
Il piccolo extended play è composto in totale da 5 tracce, variamente distribuite nei due formati pubblicati: un CD singolo e un maxi singolo in vinile. Il CD singolo contiene 4 tracce: 2 versioni di Sweet Toxic Love, sottotitolate «Deliverance Mix» e «Hootenanny Mix», e altrettante di Am I Losing Control, connotate come «Disco Mix» e «Disco Tequila Mix» (anche se alcune stampe, considerate oggi molto rare e ricercate, riportano in quest'ultimo sottotitolo l'errore ortografico «Disco Tequlia Mix», con l'inversione del nesso -il- in -li-). Il maxi singolo in vinile comprende invece 4 tracce: le stesse 2 versioni di Am I Losing Control di cui sopra, 1 sola delle 2 versioni di Sweet Toxic Love di cui sopra (per l'esattezza quella che porta il sottotitolo di «Hootenanny Mix», identica all'altra, tranne che per la presenza in quest'ultima della batteria, assente invece nello «Hootenanny Mix») e l'unica versione esistente di Oh Lord (anche questa diventata molto rara e ricercata dai collezionisti, per via del fatto che il vinile è ormai un supporto piuttosto obsoleto).
Analogamente "The Devil In Sister George EP", breve soltanto per il numero delle tracce che lo compongono (cinque), anche Sweet Toxic Love EP, per quanto riguarda la sua durata, con i suoi 25 minuti circa, equivale all'incirca alla lunghezza di un tipico album degli anni ottanta ad otto tracce, anche se, a differenza del primo EP, la cui durata dei pezzi era compresa tra i 6 e i 9 minuti, le 5 tracce qui presenti, tranne "Am I Losing Control", sono tutte piuttosto brevi. Lo stesso vale per quanto riguarda l'opera di produzione: di contro, ai sette produttori che avevano realizzato il primo lungo EP, il numero dei produttori qui scende a 4, che non è comunque poco, quasi uno a traccia, nuovamente compreso lo stesso Boy George, che lavora ancora una volta sotto lo pseudonimo di Angela Dust, con il quale realizza quasi tutti i precedenti brani dei Jesus Loves You, anche se qui si assiste ad una specie di sdoppiamento, dato che George O'Dowd compare come autore e Angela Dust come produttore! Due dei nomi che compaiono tra gli autori e lo staff di produzione, di cui non viene neanche sciolta l'iniziale, Vaz e Pizzey compaiono soltanto qui, nel breve percorso artistico dei Jesus Loves You, nonostante Pizzey nasconda una vecchia conoscenza di Boy George, che risale addirittura al primo periodo con i Culture Club, dato che si tratta di Amos, meglio noto come Captain Crucial, cognato del bassista Mickey Craig, rapper toaster su due brani della band. Tra l'altro, le note di copertina scrivono che i vari brani sono tratti da un album dei Jesus Loves You di prossima pubblicazione, intitolato Popularity Breeds Contempt (cfr. Boy George, nel paragrafo dedicato ai Jesus Loves You). Il disco, che avrebbe dovuto costituire il secondo long-playing della band, non è stato mai pubblicato, in realtà, e tutto ciò che ne resta sono proprio i brani di questo EP, nonché il titolo, che oltre a comparire sulla citata dicitura di copertina, viene anche recitato dallo stesso Boy George, con voca camuffata (rauca e invecchiata), prima dell'introduzione lenta di "Do You Really Want to Hurt Me", in apertura della raccolta di successi intitolata At Worst... The Best of Boy George and Culture Club, pubblicata l'anno seguente, nel 1993.
In quanto al genere musicale del secondo EP, dei 5 brani inclusi, la title track è molto simile, in entrambe le versioni, diverse, come detto, soltanto per la presenza/assenza della traccia ritmica, al più grande successo di classifica ottenuto dal gruppo, "Bow Down Mister" (Numero 27 nel Regno Unito), canzone analogamente caratterizzata da sonorità tendenti alla musica country e di chiara ispirazione Hare Krishna, che otterrò però una fortuna commerciale di gran lunga maggiore. Gli altri tre brani sono invece maggiormente orientati alla dance e alla techno, anche se entrambe le versioni di "Am I Losing Control" si aprono con un intro di palese fattura indiana, tra l'altro già ampiamente utilizzata proprio nella citata "Bow Down Mister", sia nella versione dell'album (Jesus Loves You - The Martyr Mantras) che in remix successivi. Quanto ad "Am I Losing Control" (come era già accaduto per "No Clause 28", nel 1987 e nel 1990), i due remix presentati sono estremamente diversi, sia per la velocità di realizzazione, che per la base musicale, e soprattutto per la traccia vocale, che, pur mantenendo lo stesso testo inalterato in entrambi i casi, è chiaramente cantata e ricantata in due distinte sessions di registrazione. Tra l'altro, il pezzo, con il titolo accorciato in "Losing Control", verrà re-inserito nel 7° e finora più recente album di Boy George, U Can Never B2 Straight, del 2002, in un'altra versione ancora più diversa dalle due precedentemente descritte: la versione più recente sarà difatti un adattamento apertamente country delle versioni originariamente pubblicate su Jesus Loves You - Sweet Toxic Love EP. La singola title track, invece, "Sweet Toxic Love", verrà inserita nel cofanetto di 4 CD del primo e più illustre gruppo dell'artista, intitolato Culture Club - Box Set (sempre del 2002).
Un'ultima nota degna di essere menzionata a proposito di Jesus Loves You - Sweet Toxic Love EP riguarda la copertina. Identica sia nel formato del maxi singolo che in quello del CD singolo, presenta due immagini distinte molto simili, una sulla parte frontale e l'altra sul retro, in cui sono ritratti due uomini, che portano in giro un cartello di propaganda, su cui sono nitidamente visibili una serie di scritte, in lingua inglese. Il manifesto sulla copertina vera e propria, più che portato in giro, è semplicemente sorretto da un uomo di mezza età, ben vestito, dall'aspetto distinto, con un cappello, in giacca e cravatta, seduto su un idrante. Le scritte sono le seguenti: «Repent» ("Pentitevi"), «No unlawful sex» ("No al sesso fuori-legge"), «God is Good, come try Jesus» ("Dio è buono, forza, prova Gesù"), di cui quest'ultima potrebbe suonare anche come un richiamo al nome del gruppo. Il cartello è difatti utilizzato anche per indicare il titolo dell'EP e il nome del gruppo, per cui, in alto a sinistra, si legge chiaramente «Sweet Toxic Love», il titolo del disco, mentre in basso a destra è riportato il nome del gruppo, «Jesus Loves You». I colori sono molto tenui, tendenti al blu, all'azzurro, al verde scuro, al marrone e ad un arancione scurissimo, molto simile al colore precedente. Lo stesso vale per il retro di copertina, dove il cartello diventa però un vero e proprio manifesto, sia perché è indossato da un altro uomo (di cui si vede soltanto la nuca) che lo porta in giro per le strade sulle spalle, sia perché non contiene brevi slogan come sull'altro lato, bensì una lunga frase di senso compiuto, tutta in maiuscolo e con la parola «Babylon» ("Babilonia") evidenziata in chiaro, forte denuncia sociale contro la corruzione della carne, probabilmente ironica (così come viene a porsi in un simile contesto il nome stesso della band), in inglese, che così recita nell'originale:
«Fallen, fallen is
Babylon the great,
She who has made
All the nations
Drink of the wine
Of the wrath of
Her fornication.»
E che può essere così tradotta:
"Caduta, caduta
È Babilonia la grande,
Colei che ha fatto sì
Che ciascuna nazione
Bevesse il vino
Della sua fornicazione."
I due manifesti sul fronte e sul retro occupano praticamente tutta la copertina, ma nel resto del riquadro si vede benissimo l'ambiente circostante, costituito dalla strada, dove delle persone restano indifferenti (come una donna poggiata ad un albero, con la sua borsetta stretta al fianco, che guarda da tutt'altra parte, sul fronte di copertina) oppure palesemente infastidite (un ragazzo sul retro, che fissa irato l'uomo che porta il cartello sulle spalle). Sull'etichetta del supporto vero e proprio, sia quella del CD singolo che quella del vinile, compare invece la scritta più fortemente polemica e violenta dell'intero lavoro: «Fascism is self loathing» ("Il fascismo è odio di se stessi"), forse non a caso relegata all'interno del disco, invece che in bella vista sulla copertina, dove avrebbe sicuramente provocato il disaccordo della casa discografica ed infinite polemiche tra il pubblico.

## Tracce
1. "Sweet Toxic Love" (Deliverance Mix) - 3:52 (O'Dowd/Themis/Pizzey)
2. "Sweet Toxic Love" (Hootenanny Mix) - 3:25 (O'Dowd/Themis/Pizzey)
3. "Am I Losing Control" (Disco Mix) - 6:57 (O'Dowd/Themis)
4. "Am I Losing Control" (Dizzy Tequila Mix) - 8:05 (O'Dowd/Themis)
5. "Oh Lord" - 4:30 (O'Dowd/Vaz/Pizzey)

### CD singolo
1. "Sweet Toxic Love" (Deliverance Mix) - 3:52 (O'Dowd/Themis/Pizzey)
2. "Sweet Toxic Love" (Hootenanny Mix) - 3:25 (O'Dowd/Themis/Pizzey)
3. "Am I Losing Control" (Disco Mix) - 6:57 (O'Dowd/Themis)
4. "Am I Losing Control" (Dizzy Tequila Mix) - 8:05 (O'Dowd/Themis)

### Maxi singolo
1. "Am I Losing Control" (Disco Mix) - 6:57 (O'Dowd/Themis)
2. "Sweet Toxic Love" (Hootenanny Mix) - 3:25 (O'Dowd/Themis/Pizzey)
3. "Am I Losing Control" (Dizzy Tequila Mix) - 8:05 (O'Dowd/Themis)
4. "Oh Lord" - 4:30 (O'Dowd/Vaz/Pizzey)

## Formazione/Musicisti/Staff/Produzione
- Boy George: voce;
- Angela Dust (=Boy George): produzione in 1 & 2; co-produzione in 4
- John Themis: chitarre
- D. Vaz: produzione e programmazione in 1 & 2
- Hans "Hands On" Grottheim: programmazione e produzione in 3; co-produzione in 4
- Amos Pizzey: produzione in 1 & 2
- Ben Kape: tecnico del suono in 1, 2 & 3; missaggio in 1 & 2
- Terry Medhurts: tecnico del suono in 4
- I. Sus: produzione in 5
- Phil Dane: tecnico del suono presso "Matrix"
- Agent Orange: design

## Dettagli pubblicazione
| Paese       | Data | Etichetta      | Formato | N° Catalogo      |
| Regno Unito | 1992 | Virgin Records | CD      | VSCDT 1449       |
| Germania    |      |                |         | 665 594          |
| Francia     |      |                |         | PM 515           |
| Paesi Bassi |      |                |         | 7243 8 91025 2 9 |
| Regno Unito |      |                | EP      | VST 1449         |
| Germania    |      |                |         | 615 594          |
| Francia     |      |                |         | PM 515           |
| Paesi Bassi |      |                |         | 7243 8 91016 6 9 |